# Макс фон Сюдов
Карл Адольф (Макс) фон Сюдов (швед. Carl Adolf von Sydow; 10 квітня 1929, Лунд — 8 березня 2020) — шведський актор, відомий, зокрема, своєю спільною роботою з режисерами Інгмаром Бергманом та Яном Труелем. Дворазовий номінант на премію «Оскар» (1988, 2012).

## Біографія
Сюдов народився у родині вихідців з Померанської Пруссії. Батько Карл Вільгельм фон Зюдов викладав фольклористику (у тому числі скандинавську та ірландську народну музику) в університеті Лунда, мати Марія фон Зюдов (до шлюбу Грета Раппе) була шкільною вчителькою. У Швеції прізвище Зюдов стало вимовлятися Сюдов.
1951 року Макс фон Сюдов закінчив акторську студію при театрі «Драматен» у Стокгольмі, а 1955 року переїхав до Мальме, де познайомився з Інгмаром Бергманом.
1965 року він вперше погодився на головну роль в американському фільмі, ним стала стрічка «Найвеличніша історія з коли-небудь розказаних», де Сюдов зіграв Ісуса Христа.
Незабаром він із родиною перебрався до Лос-Анджелесу.
У середині 70-х років він переїхав до Риму, де подружився з Марчелло Мастроянні і брав участь у зйомках багатьох італійських фільмів.
Кавалер ордена Почесного легіону.

## Фільмографія
- 1949 — Просто мати — Нільс
- 1951 — Фрекен Юлія — Ганд
- 1957 — Сунична галявина — Генрік Акерман
- 1957 — Сьома печатка — Антониус Блок
- 1958 — Обличчя — Альберт Емануель Фоглер
- 1960 — Дівоче джерело — Тері
- 1961 — Крізь тьмяне скло — Мартін
- 1962 — Чудесна мандрівка Нільса Гольґерсона — батько
- 1963 — Причастя — Йонас Персон
- 1965 — Найвеличніша історія з коли-небудь розказаних — Ісус Христос
- 1966 — Меморандум Квіллера — Октобер
- 1968 — Година вовка — Юхан Борг
- 1968 — Сором — Ян Розенберг
- 1969 — Пристрасть — Андреас Вінкельман
- 1970 — Лист з Кремля — полковник Коснов
- 1971 — Емігранти — Карл-Оскар Нільсон
- 1971 — Папуга — Салем
- 1972 — Поселенці — Карл-Оскар Нільсон
- 1973 — Екзорцист — Ланкестер Мерін
- 1974 — Степовий вовк — Гаррі Галлер
- 1975 — Три дні Кондора — Жубер
- 1975 — Останній воїн — барон
- 1976 — Подорож проклятих — капітан Шредер
- 1976 — Ясновельможні трупи
- 1976 — Собаче серце — Пилип Пилипович Преображенський
- 1976 — Пустеля Тартарі — капітан Ортіц
- 1977 — Іди вперед або помри
- 1977 — Велике вариво
- 1977 — Екзорцист 2 — Ланкестер Меррін
- 1979 — Ураган — доктор Даніелссон
- 1980 — Прямий репортаж про смерть — Джеральд Мортенхоу
- 1980 — Флеш Гордон — Мінг Безжалісний
- 1981 — Втеча до перемоги — майор Карл фон Штайнер
- 1982 — Політ Орла — доктор Саломон Андре
- 1982 — Конан-варвар — король Озрік
- 1983 — Ніколи не кажи «ніколи» — Ернст Ставро Блофельд
- 1984 — Втеча від сну — Пол Новотні
- 1984 — Дюна — доктор Кайнес
- 1985 — Кодове ім'я: Смарагд
- 1985 — Досьє «Білорусь»
- 1985 — Камо грядеши (фільм, 1985) — апостол Петро
- 1985 — Останнє місце на Землі — Фрітьйоф Нансен
- 1986 — Друга перемога
- 1986 — Ханна і її сестри — Фредерік
- 1986 — Дует для солістки — доктор Льюїс Фельдман
- 1987 — Пелле-завойовник — Лассе
- 1990 — Пробудження — доктор Пітер Інгрем
- 1991 — Поцілунок перед смертю — Тор Карлссон
- 1991 — Коли настане кінець світу — Генрі Фарбер
- 1991 — Бик — Вікар
- 1991 — Європа — оповідач
- 1992 — Добрі наміри — Йохан Акерблом
- 1992 — Дотик руки
- 1993 — Нагальні речі — Ліланд Гаунт
- 1993 — Хайді
- 1995 — Громадянин Ікс — Олександр Бухановський
- 1995 — Суддя Дредд — головний суддя Фарго
- 1996 — Гамсун — Кнут Гамсун
- 1997 — Ворожі води — адмірал Чернавін
- 1998 — Куди приводять мрії — Перевізник/справжній Альберт Льюїс
- 2000 — Нюрнберг — Самуель Розенман
- 2001 — Интакто — Самуель
- 2002 — Особлива думка — Ламар Берджес
- 2004 — Кільце Нібелунгів — Ейвінд
- 2005 — Альпійська казка
- 2006 — Розслідування — імператор Тиберій
- 2007 — Година пік 3 — Варден Рейнард
- 2007 — Скафандр та метелик — Жан-Домінік Бобі старший
- 2008 — Чоловік та його собака — командир Поше
- 2009 — Соломон Кейн — Йосія Кейн
- 2009 — Оскар та Рожева Дама
- 2009 — Тюдори — кардинал фон Вальдбург
- 2010 — Острів проклятих — Джеремі Нейрінг
- 2010 — Робін Гуд — Сер Волтер Локслі
- 2011 — Страшенно голосно і неймовірно близько (фільм) — Томас Шелл-старший/арендатор
- 2012 — Москва 2017 — Джозеф Паскаль
- 2013 — Листи — Селест ван Ексем
- 2016 — Перший, останній — трунар
- 2016 — Гра престолів — триокий крук
- 2018 — Курськ — адмірал Володимир Петренко

### Відеоігри
| Рік  | Назва                             | Роль          |
| ---- | --------------------------------- | ------------- |
| 2009 | Ghostbusters: The Video Game      | Віґо          |
| 2011 | The Elder Scrolls V: Skyrim       | Есберн        |
| 2016 | Lego Star Wars: The Force Awakens | Лор Сен Текка |